# Deep River (Connecticut)
Pour les articles homonymes, voir Deep River.
Deep River est une ville américaine située dans le comté de Middlesex au Connecticut.
Deep River devient une municipalité en 1947. Autrefois appelée Saybrook, la ville a changé de nom pour éviter toute confusion avec Old Saybrook.

## Démographie
Selon le recensement de 2010, Deep River compte 4 629 habitants. La municipalité s'étend sur 14,16 milles carrés (36,67 km2), dont 13,51 milles carrés (34,99 km2) de terres.
| 1790  | 1800  | 1810  | 1820  | 1830  | 1840  |
| ----- | ----- | ----- | ----- | ----- | ----- |
| 3 233 | 3 363 | 3 996 | 4 165 | 5 018 | 3 417 |

| 1850  | 1860  | 1870  | 1880  | 1890  | 1900  |
| ----- | ----- | ----- | ----- | ----- | ----- |
| 2 904 | 1 213 | 1 267 | 1 362 | 1 484 | 1 634 |

| 1910  | 1920  | 1930  | 1940  | 1950  | 1960  |
| ----- | ----- | ----- | ----- | ----- | ----- |
| 1 907 | 2 325 | 2 381 | 2 332 | 2 570 | 2 968 |

| 1970  | 1980  | 1990  | 2000  | 2010  | - |
| ----- | ----- | ----- | ----- | ----- | - |
| 3 690 | 3 994 | 4 332 | 4 610 | 4 629 | - |